# Mátra Volán
A Mátra Volán Autóbusz-Közlekedési zártkörűen működő Részvénytársaság magyarországi közlekedési vállalat volt, amely Heves megyében több településen helyközi és Gyöngyösön helyi autóbuszos üzemet működtettet. A részvénytársaság székhelye Gyöngyösön, a Pesti út 74. alatt található. A Mátra Volán autóbusz-állomásokat üzemeltetett Gyöngyösön, Hevesen és Mátraházán.

## A Cég története

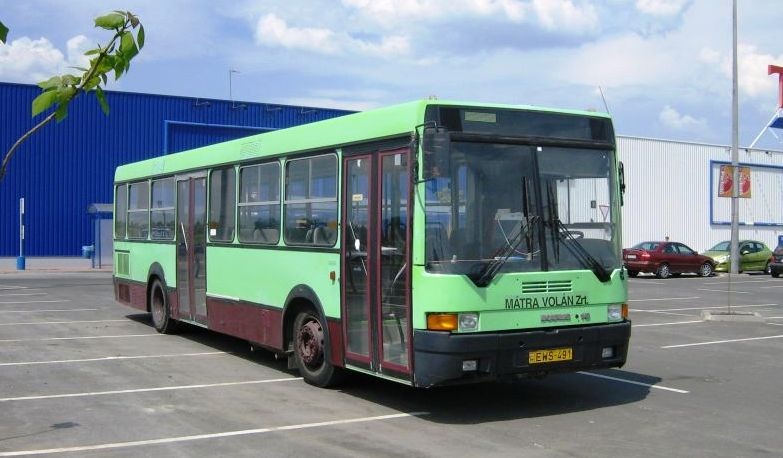
Ikarus 415 típusú autóbusz Gyöngyösön

A társaságot 1949-ben alapították meg akkor még Miskolci Autóközlekedési Igazgatóságon belül 34. sz. AKÖV elnevezéssel.
1961-től 1990-ig megyei központú vállalat üzemegységeként működött. 1962-től Eger központtal 4. sz. AKÖV Eger néven működött a társaság. 1970-ben újabb névváltás következett így a cég a Volán 4. sz. Vállalat nevet kapta. 1984-ben megalakult a Mátra Volán, Eger székhellyel.
1990. július 1-jétől önálló vállalatként megalakult a Mátra Volán Gyöngyös, majd 1993. január 1-jétől részvénytársasági formában működik a Mátra Volán Autóbusz-Közlekedési zártkörűen működő Részvénytársaság.

## Területi ellátottság
A Mátra Volán átlagosan 144 db autóbusszal 201 településen járul hozzá a tömegközlekedés biztosításához.
A társaság Gyöngyös városában biztosítja a helyi járatú közlekedéshálózatot is, mely a következő vonalakból áll:
- 1-es helyi járat
- 1/A helyi járat
- 2-es helyi járat
- 3-as helyi járat
- 4-es helyi járat
- 10-es helyi járat